# Geranium stuebelii
Geranium stuebelii är en näveväxtart som beskrevs av Georg Hans Emmo Emo Wolfgang Hieronymus. Geranium stuebelii ingår i släktet nävor, och familjen näveväxter. Inga underarter finns listade i Catalogue of Life.